# Dům obuvi Baťa (Liberec)
Dům obuvi Baťa na Soukenném náměstí v Liberci je funkcionalistická výšková budova z roku 1932. Obchodní dům je od roku 1987 zapsán v seznamu kulturních památek.

## Historie

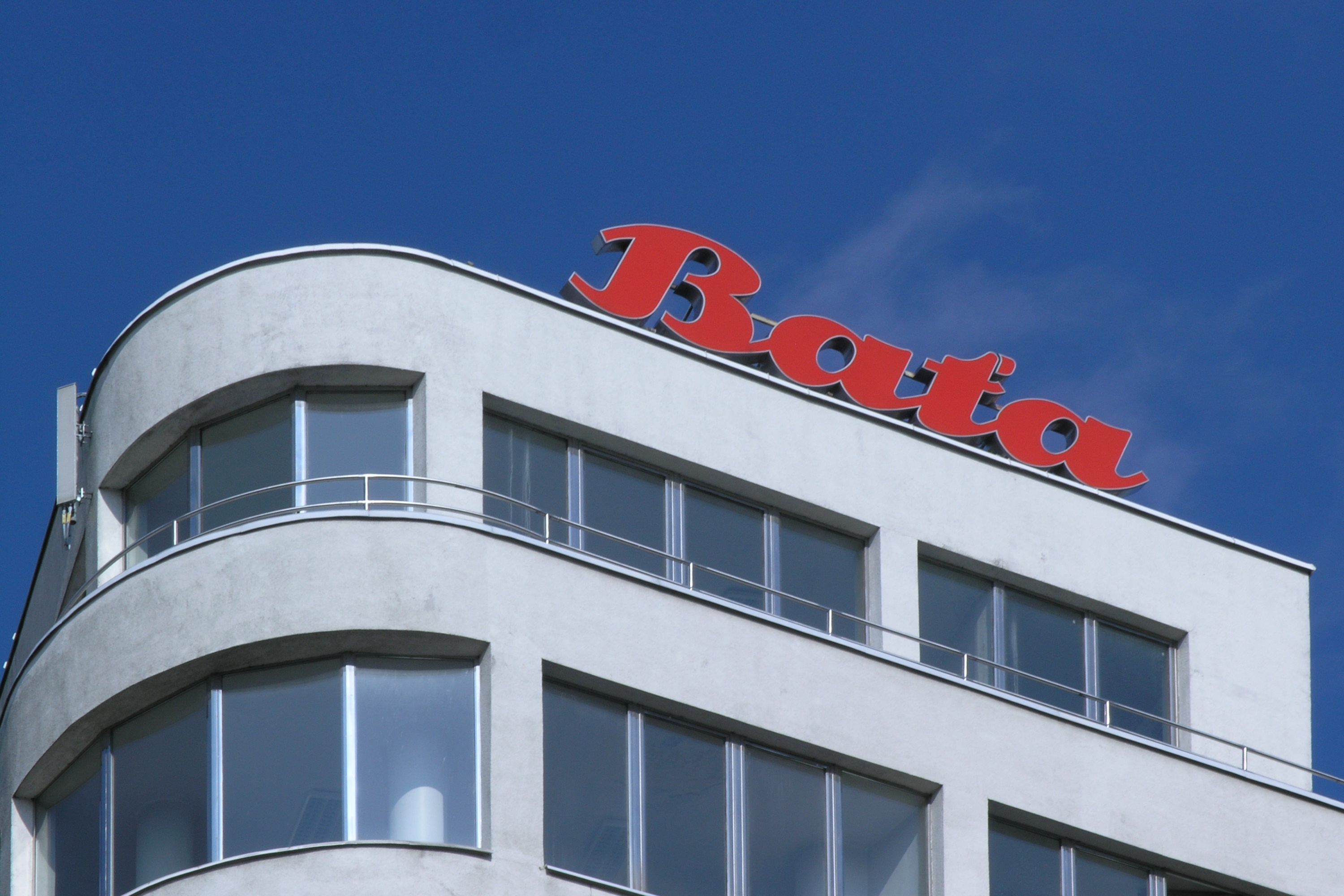
Logo firmy na domě

Devítipodlažní budova s železobetonovou nosnou konstrukcí byla postavena na místě původní klasicistní zástavby, ve které původně bylo železářství Jana Mráze.
Blok domů zakoupil zřejmě v roce 1930 Tomáš Baťa. Je postaven po vzoru Baťova paláce. Podle projektů Baťovy projekční kanceláře pod vedením Vladimíra Karfíka stavbu realizovala pražská firma Fanta a spol. Objevily se však vážné nedostatky a některé části musely být postaveny znovu. V prosinci 1931 byla stavba již dokončena. Budova je jedním z příkladů funkcionalistické architektury v Liberci. Původnímu majiteli byl vrácen v rámci restituce v roce 1992.